# Ducey-Les Chéris
Ducey-Les Chéris is een gemeente in het Franse departement Manche (regio Normandië). De plaats maakt deel uit van het arrondissement Avranches. Ducey-Les Chéris is op 1 januari 2016 ontstaan door de fusie van de gemeenten Les Chéris en Ducey. De gemeente telde 2.829 inwoners op 1 januari 2022.

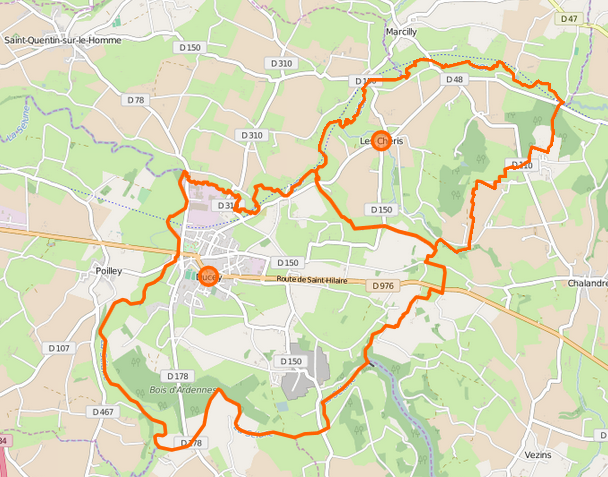
Kaart fusie en omgeving

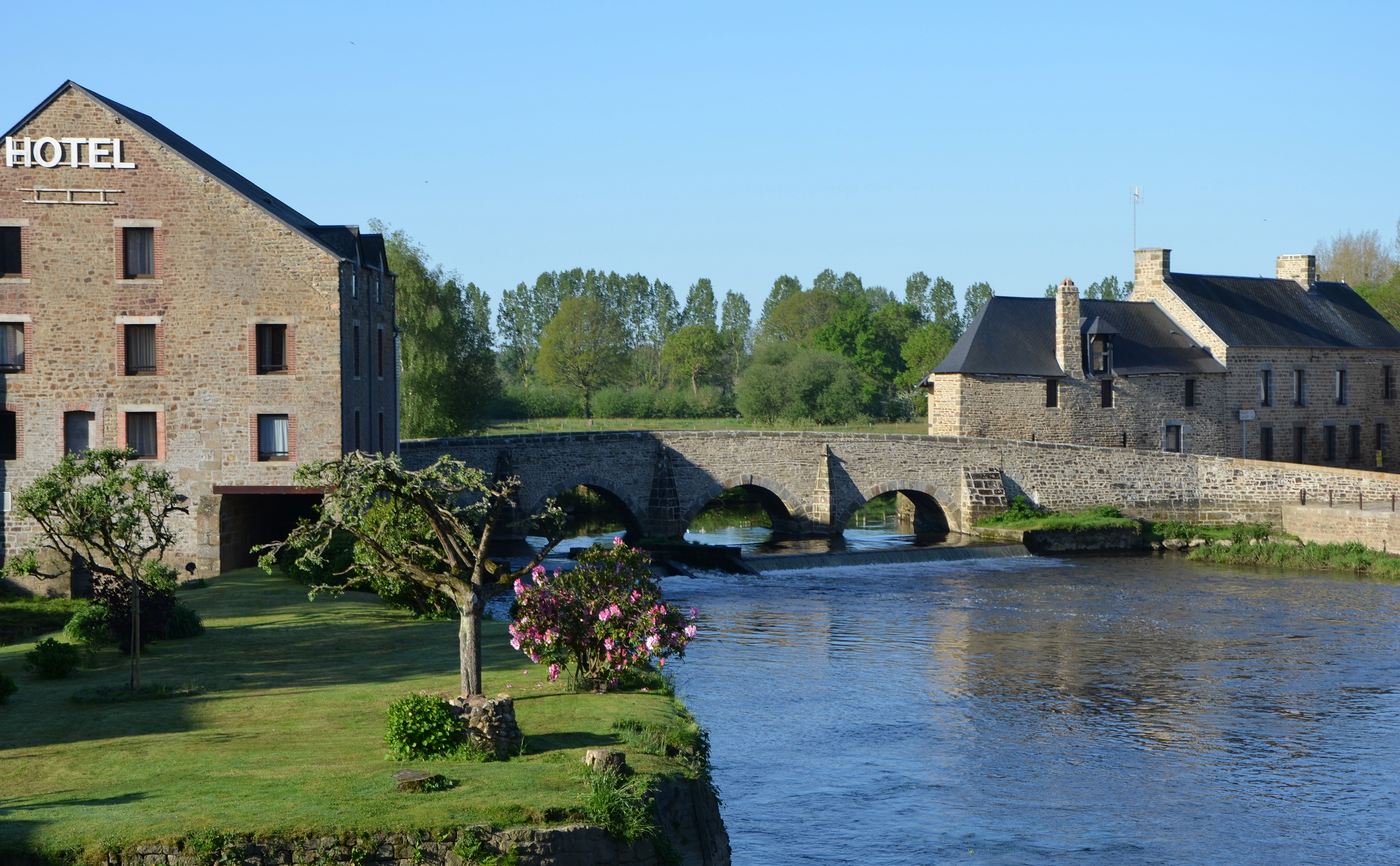
Oude brug over de Sélune

## Geografie
De oppervlakte van Ducey-Les Chéris bedroeg op 1 januari 2022 17,08 vierkante kilometer; de bevolkingsdichtheid was toen 165,6 inwoners per km².

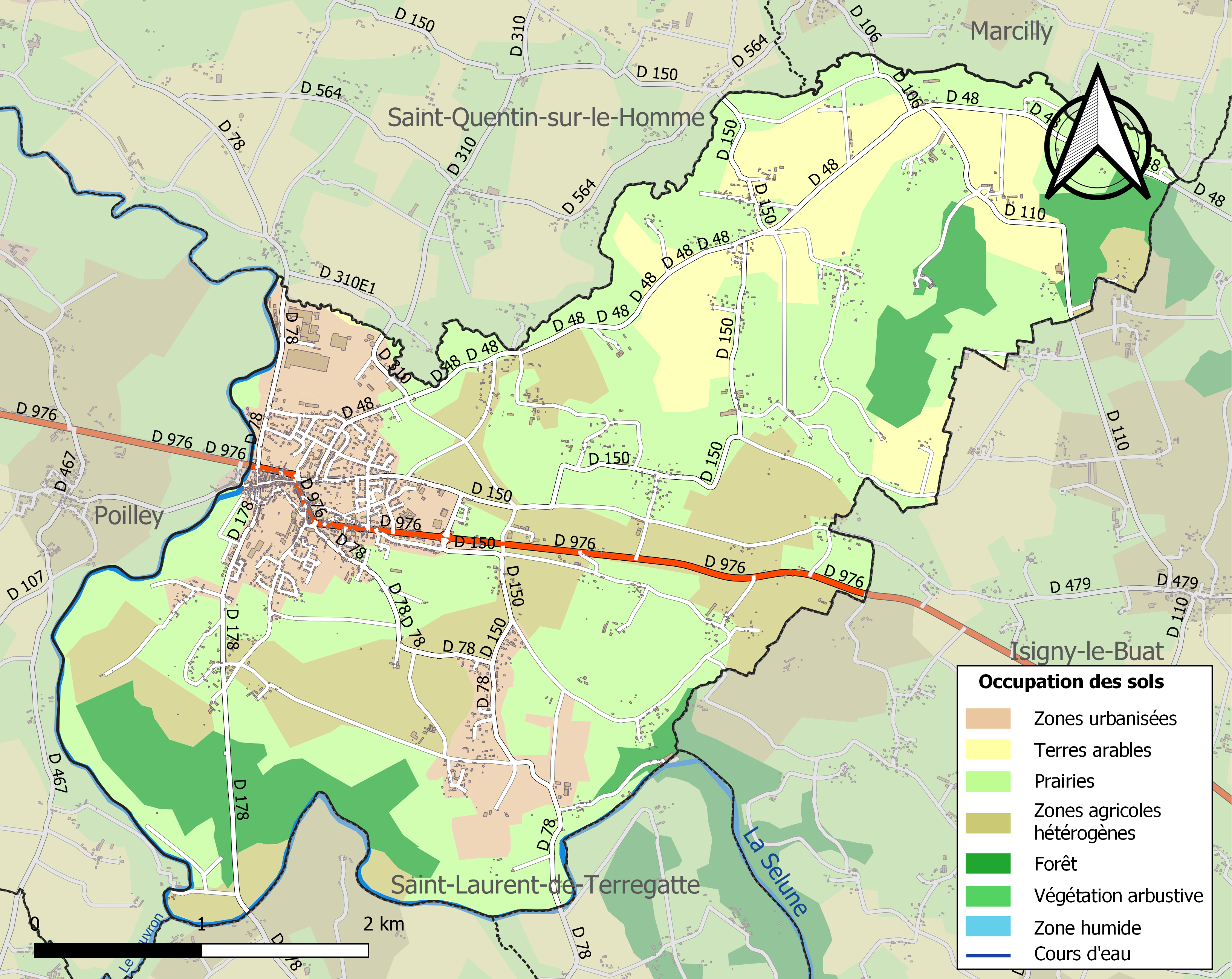
Kaart van de gemeente met de belangrijkste infrastructuur, bodemgebruik en omliggende gemeenten